# Obi-Wan Kenobi (miniserie televisiva)
Obi-Wan Kenobi è una miniserie televisiva statunitense diretta da Deborah Chow. È prodotta dalla Lucasfilm e distribuita sulla piattaforma streaming Disney+ dal 27 maggio al 22 giugno 2022.
È la terza serie televisiva live action ambientata nell'universo di Guerre stellari. Le vicende si svolgono dieci anni dopo quelle narrate nel film La vendetta dei Sith e segna anche il ritorno di Hayden Christensen nel ruolo di Darth Vader. Il protagonista è l'omonimo personaggio interpretato da Ewan McGregor, il quale aveva già ricoperto il ruolo del Jedi nella trilogia prequel. I produttori esecutivi sono Kathleen Kennedy, Michelle Rejwan, Deborah Chow, Ewan McGregor e Joby Harold, che funge anche da showrunner.
La miniserie, inizialmente concepita come terzo film spin-off della serie Star Wars Anthology che avrebbe seguito le pellicole Rogue One e Solo, composta da 6 puntate, ha ricevuto giudizi generalmente positivi da parte della critica; i critici hanno elogiato le sequenze d'azione, le interpretazioni di McGregor e Christensen e la regia di Chow, ma alcuni hanno criticato la sceneggiatura.

## Trama
Dieci anni dopo i drammatici eventi di Star Wars: Episodio III - La vendetta dei Sith, Obi-Wan Kenobi veglia su Luke Skywalker sul pianeta desertico di Tatooine, dopo aver subito la sua più grande sconfitta, ovvero la rovina del suo migliore amico e apprendista Jedi Anakin Skywalker che è diventato il malvagio e corrotto Signore Oscuro dei Sith Darth Vader. Kenobi è chiamato in missione per salvare la piccola Leia, la figlia di Anakin, che è stata rapita dall'Impero Galattico in un complotto per tirare il Jedi fuori dal suo nascondiglio. Tutto ciò porterà ad un confronto col suo vecchio apprendista che è ora a capo degli Inquisitori, il cui compito è di distruggere gli ultimi frammenti dell'Ordine Jedi.

## Personaggi e interpreti

### Personaggi principali
- Obi-Wan Kenobi, interpretato da Ewan McGregor, doppiato da Francesco Bulckaen.
Un Maestro Jedi sopravvissuto alle guerre dei cloni, ora in esilio sul pianeta Tatooine, con il nome di "Ben", veglia sul giovane Luke Skywalker.[7][9][10][11] McGregor era entusiasta di interpretare una versione del personaggio più vicina a quella di Alec Guinness della trilogia originale, piuttosto che a quella più giovane della trilogia prequel sapendo che anche la sua età è più vicina a quella di Guinness stesso,[12] Kenobi ad inizio serie era assente, come se avesse perso la sua fiducia e non credeva più nella Forza.[13] La produttrice esecutiva Michelle Rejwan lo ha descritto come in un "momento piuttosto traumatico" in seguito alle sue perdite ne La vendetta dei Sith, inclusa la caduta del suo apprendista Anakin al lato oscuro della Forza. Kenobi ha lasciato Anakin morto su Mustafar alla fine del film e ora si sente in colpa,[14] con la regista Deborah Chow incuriosita dall'idea che Kenobi potrebbe ancora tenere profondamente ad Anakin.[15] Il capo sceneggiatore Joby Harold ha detto che la serie metterebbe in relazione la versione "molto emozionante" di Kenobi nei prequel con il "maestro zen" di Alec Guinness in Una nuova speranza.[16] McGregor ha preso parte alle conversazioni sulla caratterizzazione di Kenobi nella serie[14] e ha rivisto i film della saga per prepararsi. L'attore si è esercitato per ritrovare dopo tanti anni la stessa voce di Alec Guinness.[17] Ha anche letto romanzi di fantascienza, compresi quelli scritti da Iain Banks per prepararsi al meglio.[18]

### Personaggi ricorrenti
Gli interpreti dei seguenti personaggi sono stati accreditati come comprimari (co-starring) nei titoli di coda di almeno due puntate.
- Grande Inquisitore, interpretato da Rupert Friend, doppiato da Massimo De Ambrosis.
L'Inquisitore, di specie Pau'an, con il grado più alto dell'Impero Galattico.[13] Il personaggio è stato precedentemente doppiato da Jason Isaacs nella serie animata Star Wars Rebels. Un tempo era un membro dell'Ordine Jedi, prestando servizio come guardia del tempio Jedi. Friend ha ritenuto molto soddisfacente il tono della voce del proprio personaggio, il quale si crede alla pari con Darth Vader, desiderando di sostituirlo come apprendista dell'imperatore Palpatine. Friend era entusiasta di avere la possibilità di portare il personaggio in live action, evitando di somigliare alla controparte animata mostrata in Rebels. Infatti Chow e Dave Filoni hanno preferito allontanarsi dalla versione animata, rimanendo comunque fedeli alla rappresentazione originale del personaggio. In tal senso, Filoni ha suggerito al team quale direzione doveva prendere il design del Pau'an: "Immaginate che il live action sia nato prima e che il materiale animato sia una versione esagerata del live action".[19][20]
- Quinto Fratello, interpretato da Sung Kang, doppiato da Francesco Meoni.
Un inquisitore che rivaleggia con la Terza Sorella e segue rigorosamente gli ordini sia del Grande Inquisitore che di Darth Vader.[21] Il personaggio è stato precedentemente doppiato da Philip Anthony-Rodriguez nella serie animata Star Wars Rebels.[22]
- Reva Sevander/Terza Sorella, interpretata da Moses Ingram, doppiata da Giulia Franceschetti. Ayaamii Sledge interpreta Reeva da bambina.[23]
Un'inquisitrice formidabile, ambiziosa e senza scrupoli; che sente il bisogno di mettersi alla prova con il Grande Inquisitore e Darth Vader.[13][21] Una ex apprendista Jedi che segretamente trama vendetta contro Vader per aver ucciso i suoi coetanei durante l'Ordine 66.[24] Reva condivide con Vader e il Grande Inquisitore un obiettivo comune: dedicarsi alla ricerca di Kenobi, sebbene sia aperta a usare tattiche più impulsive.[13][21] Harold (showrunner) credeva che Reva avrebbe "contribuito all'eredità dei cattivi di Guerre stellari in un modo davvero interessante", mente Ingram ritiene il personaggio molto atletico e "figo".[25] Ingram sentiva che il perdono era un tema centrale del suo personaggio e che Reva era motivata dal trauma del dolore del suo passato, aggiungendo "se potesse lasciar perdere, o se almeno potesse farle meglio, non avrebbe bisogno di fare le cose che sta facendo”.[26] Ingram ha influenzato l'aspetto di Reva, insistendo sul fatto che il personaggio doveva avere i suoi capelli afro-testurizzati piuttosto che una parrucca in modo che i bambini afroamericani potessero imitare più facilmente il personaggio per Halloween.[27]
- Leia Organa, interpretata da Vivien Lyra Blair, doppiata da Sofia Fronzi.
Sorella gemella di Luke, figlia di Anakin, e principessa di Alderaan che viene rapita dai cacciatori di taglie.[28]
- Haja Estree, interpretato da Kumail Nanjiani, doppiato da Paolo Vivio.
Un abitante del pianeta Daiyu che si finge un Jedi per truffare le persone. Nanjiani ha dichiarato di aver studiato la vita di maghi e truffatori per prepararsi al ruolo.[29][30]
- Anakin Skywalker/Darth Vader, interpretato da Hayden Christensen e doppiato da James Earl Jones[31][32] (come Darth Vader), e in italiano da Francesco Pezzulli (Anakin) e Luca Ward (Darth Vader).[33] Dmitrious Bistrevsky funge da interprete in costume per Vader, mentre Tom O'Connell funge da controfigura.[34]
Padre dei gemelli Luke e Leia Organa,[6][7][35] nonché ex amico e Padawan di Obi-Wan, sedotto dal Lato oscuro della Forza. Christensen (che non interpretava il personaggio dal 2005) ha rivelato che per reimmergersi nella parte ha rivisto tutti e 9 i film della saga comprese le serie animate The Clone Wars e Rebels e ha descritto il suo ritorno con entusiasmo: "Naturalmente c'è da dire che Anakin e Obi-Wan non erano in ottimi rapporti quando li abbiamo visti l'ultima volta.[18] Sarà quindi interessante vedere cosa ha in serbo per tutti noi una straordinaria regista come Deborah Chow. Sono entusiasta di lavorare di nuovo con Ewan. È bello essere tornati!".[15][16][36][37] In merito al ritorno di Darh Vader, la regista Deborah Chow ha spiegato: "È una versione tra le due trilogie. Non è ancora il Vader di Una nuova speranza, capite? Quindi è una versione intermedia. Si tratta ovviamente sempre di Vader, ma non è completamente formato come in Una nuova speranza".[38] Hayden Christensen, oltre a indossare l'armatura, si è prestato come performer vocale nei panni di Darth Vader grazie a un software chiamato Respeecher, con il quale sono stati codificati dei file audio provenienti dai dialoghi originali di James Earl Jones de L’Impero Colpisce Ancora e Il Ritorno dello Jedi (il programma era stato utilizzato anche per ricreare la voce di Luke Skywalker in The Book of Boba Fett). Nei titoli di coda sono accreditati sia Jones che Christensen.[39][40]
- Tala Durith, interpretata da Indira Varma, doppiata da Francesca Manicone.
Ufficiale imperiale disillusa sul pianeta Mapuzo. Si sacrifica per salvare Obi-Wan, Leia e gli abitanti di Jabiim.[30][41]
- Kawlan Roken, interpretato da O'Shea Jackson Jr., doppiato da Simone Crisari.
Leader della rete del Cammino che aiuta i Jedi a scappare dall'Impero.[30]

### Personaggi secondari
- Nari, interpretato da Benny Safdie, doppiato da Jacopo Venturiero.
Un Jedi che vive su Tatooine che era sfuggito all'Ordine 66 quando era un bambino.[28]
- Owen Lars, interpretato da Joel Edgerton, doppiato da Fabrizio Dolce.
Un agricoltore di Tatooine, nonché fratellastro di Anakin Skywalker e zio di Luke, che era scettico sulla presenza di Kenobi su Tatooine.[42][43]. Joel Edgerton riprende il suo ruolo dalla trilogia prequel. In merito al suo casting, Deborah Chow ha commentato: "Ringrazio George per aver scelto Joel Edgerton come zio Owen. Questo è tutto ciò che posso dire".[44] Edgerton ha commentato la grandiosa opportunità del suo coinvolgimento dopo anni dicendo: "Beh, se mi danno due secondi, li trasformerò in quattro".[45]
- Beru Lars, interpretata da Bonnie Piesse, doppiata da Maria Grazia Cerullo.
Moglie di Owen e zia di Luke Skywalker.[42] Per il suo ruolo ha dichiarato: "Penso che vedrete decisamente di più su Owen e Beru, quindi sì, i fan avranno sicuramente un'idea più precisa di chi sono a questo punto. E, ovviamente, il nostro ruolo è quello di proteggere Luke, quindi si focalizzerà su quello lo show, ma potrete vedere tutti quei piccoli dettagli che finora non sono stati mostrati".[46][47] Bonnie Piesse riprende il suo ruolo dalla trilogia prequel.
- Breha Organa, interpretata da Simone Kessell, doppiata da Chiara Colizzi.
La regina di Alderaan, nonché madre adottiva di Leia e moglie di Bail Organa.[28] Il ruolo è stato precedentemente interpretato da Rebecca Jackson Mendoza ne La vendetta dei Sith.[48]
- Vect Nokru, interpretato da Flea, doppiato da Davide Lepore.
Cacciatore di taglie assunto per rapire Leia Organa.[28][49]
- Bail Organa, interpretato da Jimmy Smits, doppiato da Saverio Indrio.
Il padre adottivo di Leia e senatore di Alderaan.[28] Jimmy Smits riprende il suo ruolo dalla trilogia prequel.[50]
- Nyche Horn, interpretata da Marisé Álvarez.
Una rifugiata con un figlio piccolo in cerca di trasporto da Daiyu a Corellia.[30]
- Quarta Sorella, interpretata da Rya Kihlstedt, doppiata da Licia Amendola.
Un'inquisitrice.[28][51]
- Freck, interpretato da Zach Braff.
Un alieno che lavora come autista per l'Impero nella struttura mineraria del pianeta Mapuzo.[52][53]
- Sully, interpretata da Maya Erskine, doppiata da Valentina Stredini.
Membro della rete del Cammino che aiuta i Jedi a fuggire.[30][54]
- Luke Skywalker da bambino, interpretato da Grant Feely, doppiato da Sebastiano Pezzulli.
Figlio di Anakin Skywalker e Padmé Amidala, dato in custodia da Obi-Wan agli zii Owen e Beru Lars.[55]
- Palpatine, interpretato da Ian McDiarmid, doppiato da Gianni Giuliano.
Il Signore Oscuro dei Sith e maestro di Darth Vader. Compare nella puntata finale.[56] McDiarmid riprende il suo ruolo dalla trilogia originale, prequel e sequel.

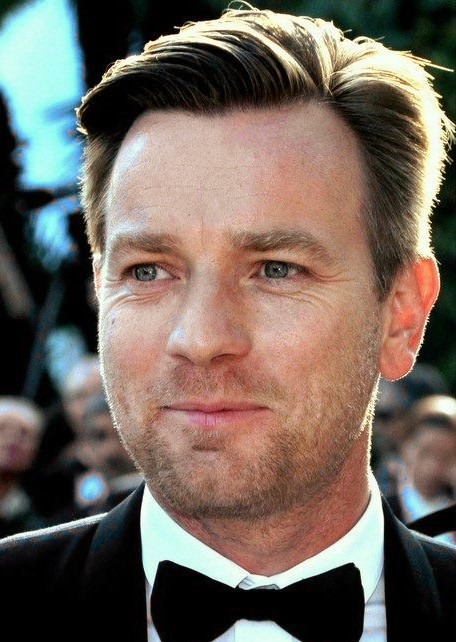
Ewan McGregor interpreta Obi-Wan Kenobi
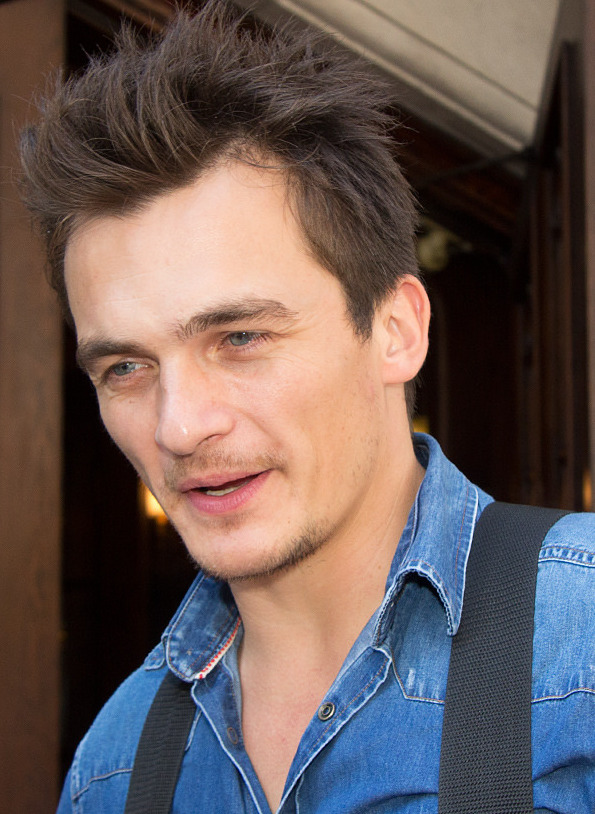
Rupert Friend interpreta il Grande Inquisitore
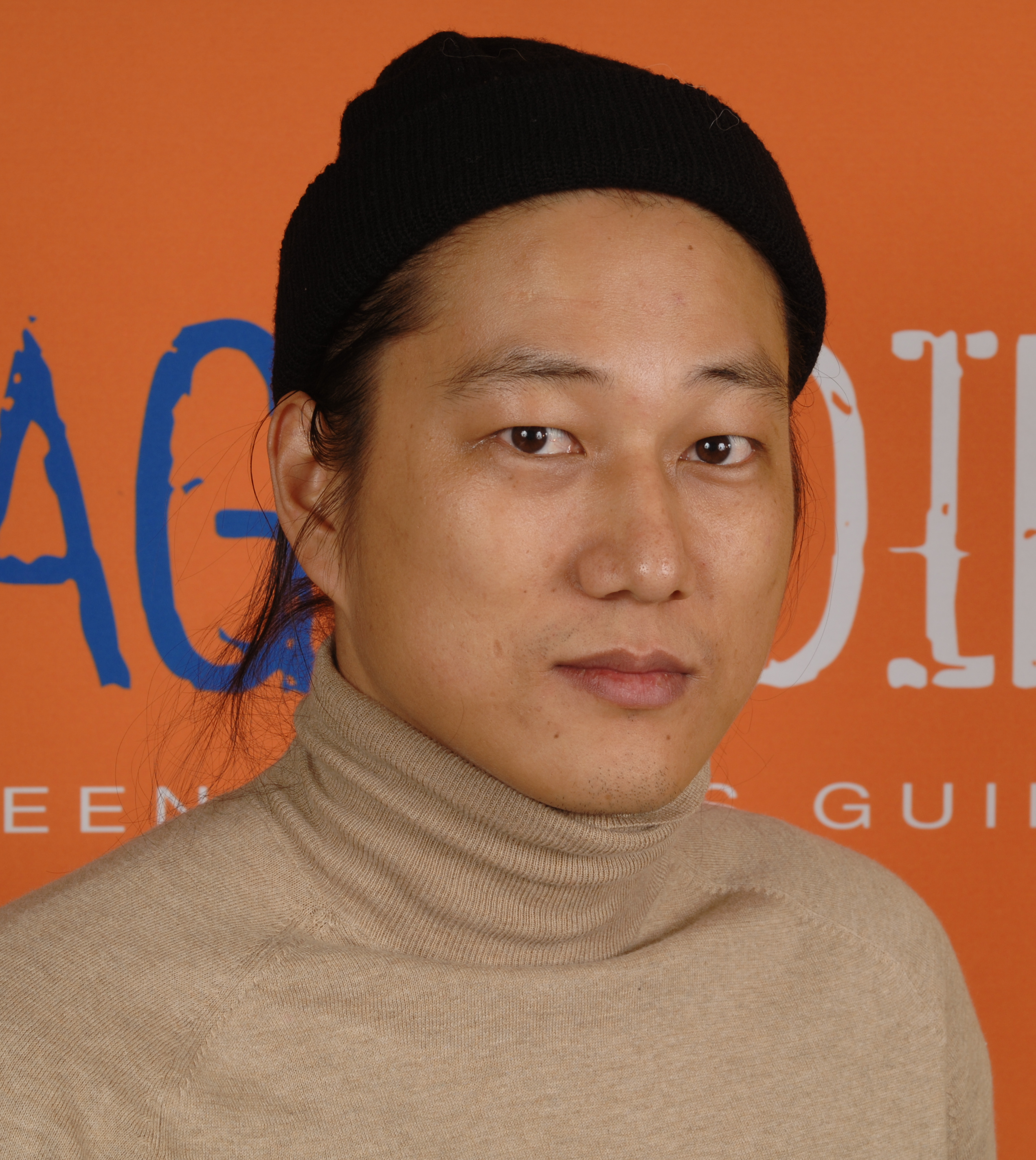
Sung Kang interpreta il Quinto Fratello
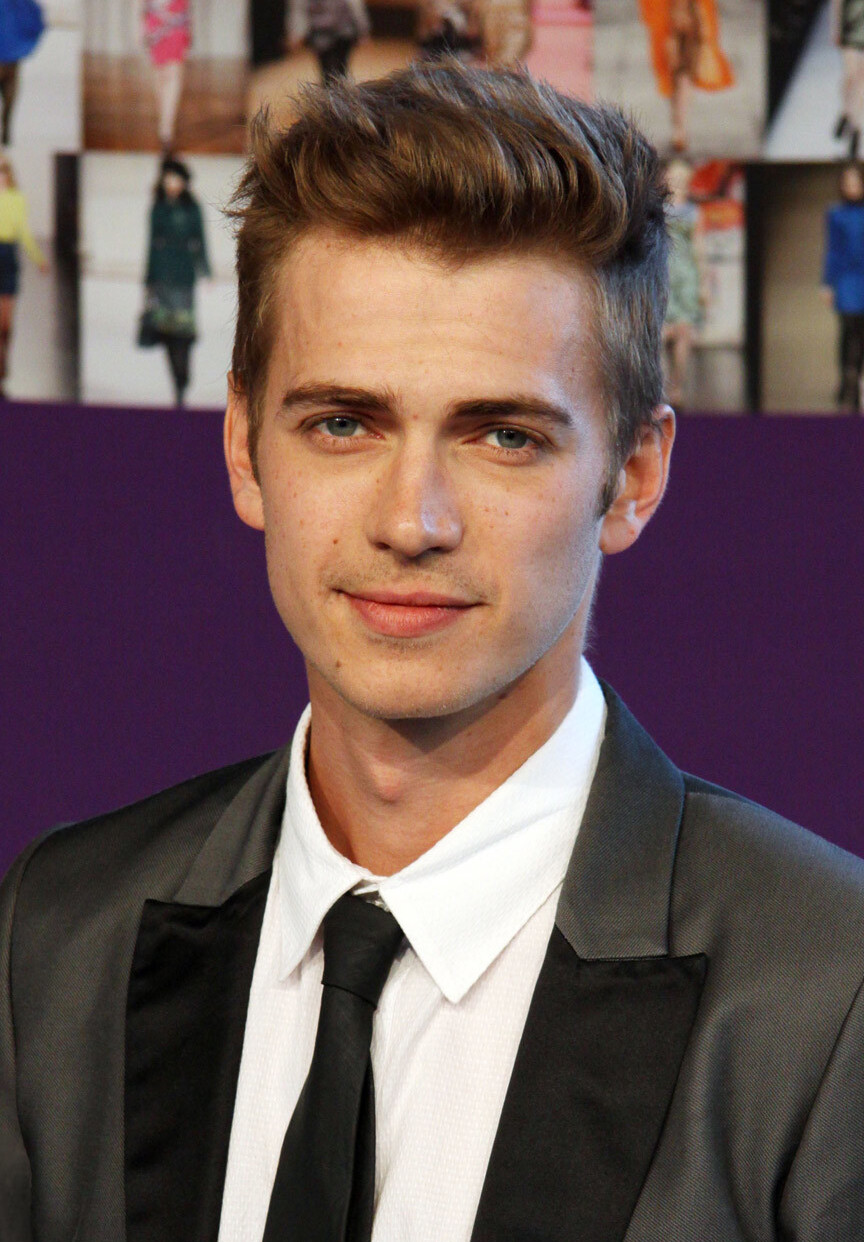
Hayden Christensen interpreta Anakin Skywalker/Darth Vader
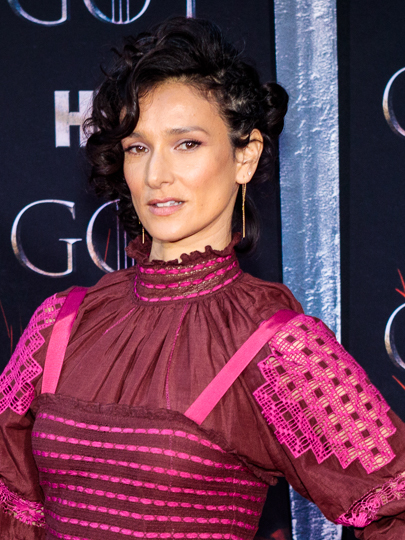
Indira Varma interpreta Tala Durith
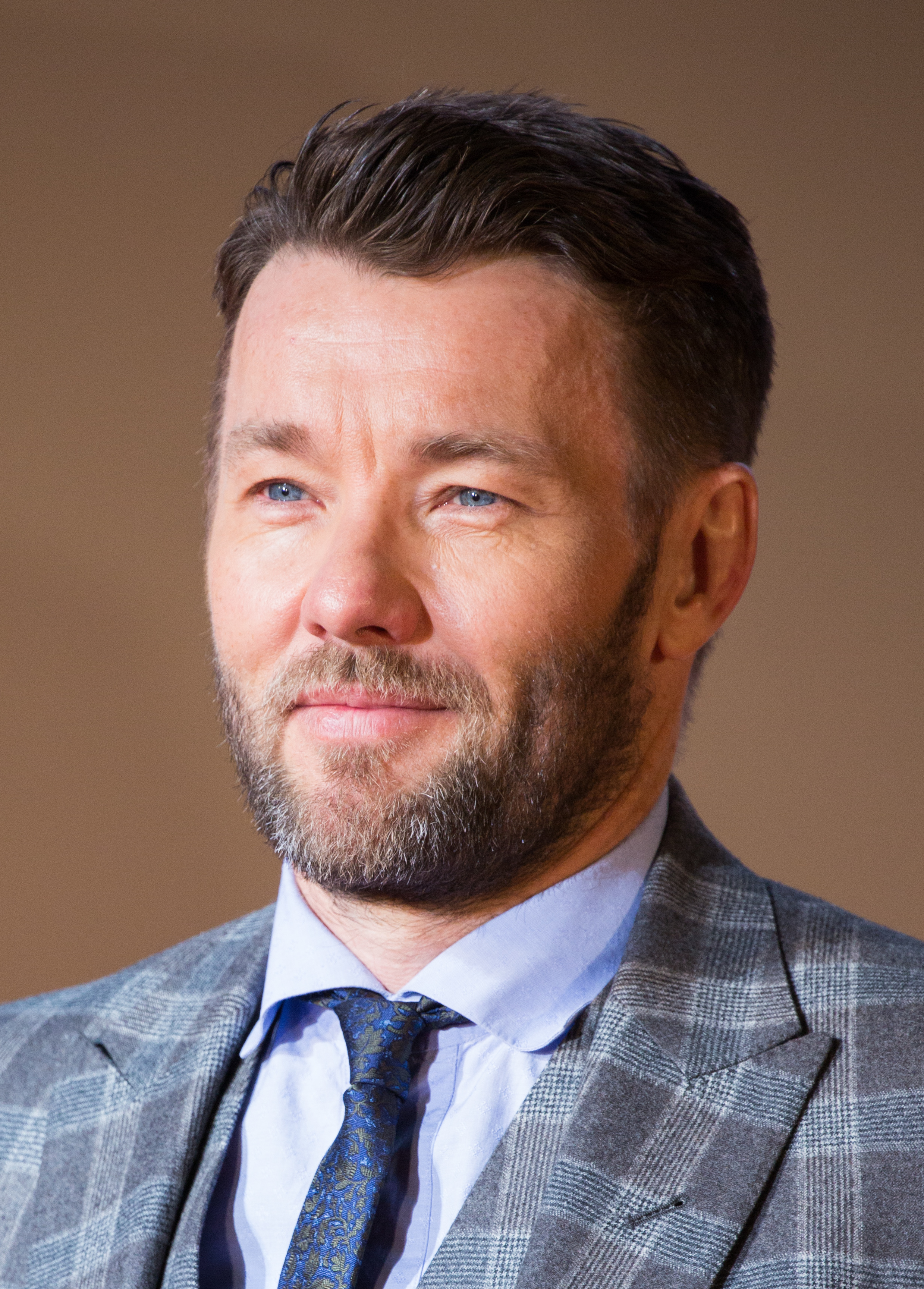
Joel Edgerton interpreta Owen Lars
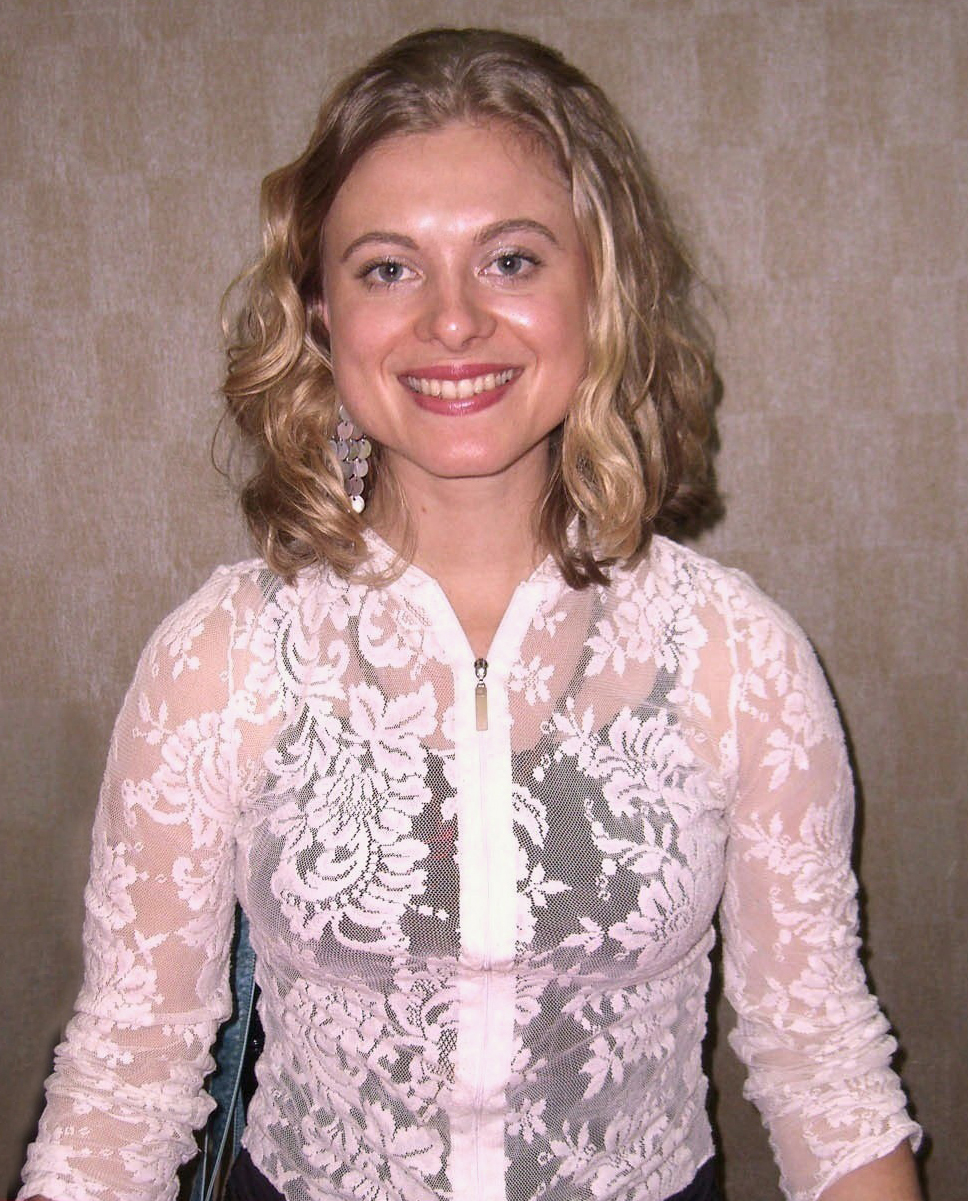
Bonnie Piesse interpreta Beru Lars
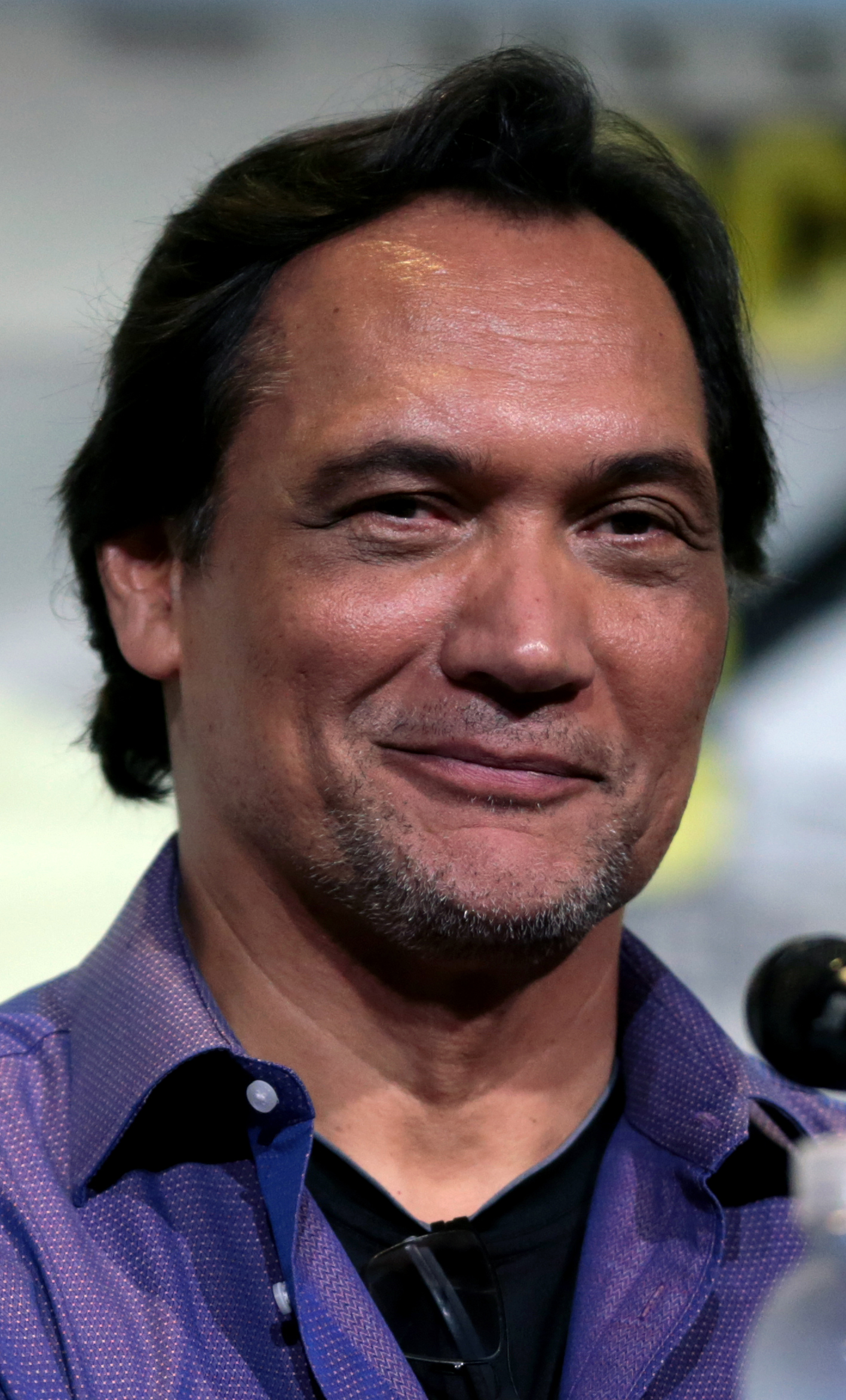
Jimmy Smits interpreta il Senatore Bail Organa

### Altri personaggi
Anthony Daniels riprende il suo ruolo di C-3PO mentre Temuera Morrison ha un cameo di un clone veterano senza tetto di nome Nax, doppiato da Riccardo d'Aquino.
Esther-Rose McGregor, figlia di Ewan McGregor, interpreta Tetha Grig una commerciante di spezie che Kenobi incontra per le strade di Daiyu, in un cameo nella seconda puntata.
Ming Qiu, una stuntman delle serie The Mandalorian e The Book of Boba Fett, recita nel ruolo della Maestra Jedi Minas Velti durante il flashback dell'Ordine 66.
Dustin Ceithamer interpreta il droide NED-B.
Nella puntata finale Liam Neeson interpreta Qui-Gon Jinn, l'ex maestro di Obi Wan Kenobi, in un cameo non accreditato, segnando la sua prima apparizione in live action dai tempi de La minaccia fantasma, doppiato da Gino La Monica.

## Produzione

### Genesi
Nel febbraio 2013, Bob Iger, CEO della Walt Disney Company annuncia la produzione di spin-off della saga di Guerre stellari con il titolo di Star Wars Anthology, un'idea originata con George Lucas mentre discutevano dell'acquisizione della Lucasfilm. Pochi mesi dopo l'annuncio di questi film indipendenti iniziarono a circolare voci su un progetto dedicato al maestro Jedi in esilio. Già nel dicembre 2012, due mesi dopo l'acquisizione, McGregor aveva lasciato intendere in un'intervista ad Access Hollywood che sarebbe stato felicissimo e disponibile a riprendere il ruolo del Jedi se ne avesse avuto l'occasione. Il personaggio di Obi-Wan Kenobi è stato vincitore di un sondaggio di The Hollywood Reporter nell'agosto 2016 dove veniva chiesto quale personaggio della saga meritasse uno spin-off tutto suo, in particolare dopo che un trailer fan-made ben realizzato è riuscito ad entusiasmare gli appassionati della saga e spingerli a chiedere a gran voce il ritorno del leggendario maestro Jedi. Nel settembre 2016 Bob Iger ha rivelato che uno sceneggiatore era stato assunto per lavorare al terzo spin-off. Ewan McGregor, che ha interpretato Kenobi nella trilogia prequel di Guerre stellari, aveva espresso in modo informale la volontà di riprendere il ruolo, il che ha portato ad un incontro formale con la Lucasfilm in modo che la società potesse valutare il suo interesse per un film spin-off su tale personaggio. Il regista Stephen Daldry iniziò le trattative per dirigere un film su Kenobi nell'agosto 2017. McGregor è stato scelto come produttore del progetto. Daldry si sarebbe occupato dello sviluppo e della scrittura insieme alla Lucasfilm. Daldry contattò Hossein Amini per scrivere il film, il quale si unì al progetto verso la fine del 2017. Nel giugno 2018, tuttavia, venne riportato che Daldry aveva abbandonato il progetto già da mesi, ritardando di fatto l'annuncio dello sviluppo del film.
Nel maggio 2018, fu riportato che il titolo del film era Obi-Wan: A Star Wars Story, con una trama che coinvolgeva Kenobi intento a proteggere un giovane Luke Skywalker sul pianeta Tatooine in un clima di tensioni tra i fattori locali e i predoni tusken. Come rivelato infatti più tardi da McGregor: "Doveva essere una storia su me e Luke. Era sempre dovuta essere tale e poi c'è stato uno di quei colpi di genio in cui hanno cambiato tutto." La produzione del film era prevista In Irlanda del Nord con il titolo di lavorazione Joshua Tree nel 2019 ai Paint Hall Studios a Belfast, una volta che la produzione dell'ottava e ultima stagione de Il Trono di Spade terminasse a fine 2018. Tuttavia la Disney cancellò i piani degli spin-off, incluso il film su Kenobi, dopo il flop al botteghino di Solo: A Star Wars Story. Circa un anno e mezzo prima dell'uscita di Solo infatti, Stuart Beattie, poi accreditato nella miniserie, era stato ingaggiato dalla Lucasfilm nel settembre 2016 per lavorare ad una sceneggiatura che prevedesse un'intera trilogia basata su Obi-Wan Kenobi. Così la Lucasfilm decise di focalizzarsi sul servizio streaming di Disney+. Nell'agosto 2018 McGregor ha detto che gli era stato chiesto di uno spin-off di Kenobi per "anni e anni" ed era felice di essere coinvolto, ma ha detto che non c'erano piani per un film del genere in quel momento. Era interessato ad esplorare il personaggio nel periodo tra la trilogia prequel e originale, e voleva vedere la storia di "un uomo che ha perso la fede", invece di un uomo che ha sempre "una battuta divertente da dire o essere sempre calmo ed essere un buon guerriero", diventa un "uomo distrutto" e deve "tornare di nuovo insieme" per adattarsi alla trilogia originale. Harold aveva anche notato che Kenobi era traumatizzato sia dal suo passato che dall'ascesa dell'Impero, aggiungendo "All'interno di quel mondo fatalista senza speranza, troviamo forse il più famoso di tutti i nostri Jedi sopravvissuti che si sta nascondendo alle prese con quella fede che definisce lo Jedi, e voler mantenerla e sperare di riconquistare quella fede in quel tipo di mondo senza speranza".
L'idea di base degli spin-off Anthology era quella di creare delle pellicole che esplorassero la saga variando in genere e stile con altrettanti registi di diverso timbro di fabbrica. Se con Rogue One si è dato spazio al tema politico-militare, al genere spy-thriller e war-movie, con Solo allo stile western, con un accento di heist-movie e voglia di scorazzare nella parte gangster del sottomondo galattico, con Obi-Wan Kenobi si vuole rendere omaggio al modello dei samurai dando così ampio respiro al lato mistico, introspettivo e spirituale del franchise.

### Sviluppo
Nel maggio 2019 Bob Iger ha rivelato che una terza serie live action di Guerre stellari, oltre a The Mandalorian e ad Andor, era in produzione per la piattaforma Disney+. McGregor iniziò le negoziazioni per prendere parte ad una miniserie televisiva per Disney+ incentrata su Obi-Wan Kenobi a metà agosto 2019. Il 24 agosto, in occasione del D23, la presidente della Lucasfilm Kathleen Kennedy e McGregor hanno annunciato ufficialmente che avrebbe ripreso i panni di Kenobi in una nuova serie per Disney+, ambientata 8 anni dopo Star Wars: Episodio III - La vendetta dei Sith. Le riprese sarebbero dovute iniziare a luglio 2020, con una sceneggiatura per 6 episodi scritti da Amini al tempo dell'annuncio. McGregor rivelò che l'annuncio fu un sollievo, spiegando che dovette mentire sul proprio coinvolgimento nel ruolo di Kenobi per ben quattro anni. Un mese dopo Kennedy annunciò che Deborah Chow avrebbe diretto la serie su Kenobi dopo averla impressionata sul lavoro svolto nella direzione degli episodi di The Mandalorian.
Nel novembre 2019 Amini disse che il periodo temporale della serie, l'oscurantismo, è molto affascinante perché avrebbe permesso di mostrare Kenobi alle prese con la perdita del suo amico e dell'Ordine 66, cosa che ha permesso ad Amini di esplorare altri aspetti della saga oltre all'azione, come il suo lato spirituale; questo anche grazie al fatto che al contrario di una serie TV, un film non deve superare le 2 ore e mezza di lunghezza, ed in cui è imperativo accentuare l'azione e velocizzare la trama. Ha preso ispirazione da fonti che hanno originariamente ispirato George Lucas, incluso L'eroe dai mille volti di Joseph Campbell, storie e culture di Samurai e il Buddismo. Chow sentì il suo lavoro su The Mandalorian come il miglior allenamento che potesse avere per prepararsi ad una miniserie su Kenobi, imparando molto dai produttori esecutivi Jon Favreau e Dave Filoni.
(Ewan McGregor qualche mese dopo l'annuncio della serie)
La pre-produzione è iniziata ai Pinewood Studios a Londra a gennaio 2020 e si stavano svolgendo provini con potenziali attori che avrebbero affiancato McGregor. Verso la fine del mese iniziarono a circolare voci secondo cui la serie era stata cancellata a causa di problemi di produzione; alla fine non fu così, la serie fu solo momentaneamente sospesa e l'intera troupe mandata a casa perché Kennedy non era soddisfatta della sceneggiatura della serie in quanto Kenobi e Skywalker avevano un storia simile a quella di The Mandalorian, nel quale il Mandaloriano protegge Grogu. Chow aveva mostrato queste sceneggiature a Favreau e Filoni, che hanno espresso preoccupazione per le somiglianze con The Mandalorian e incoraggiato Chow e la serie a "diventare più grandi". La Lucasfilm iniziò a cercare un nuovo sceneggiatore per la serie per riscrivere le sceneggiature, con Chow ancora alla regia. Kennedy spiegò che speravano in una "storia piena di speranza ed edificante", e disse che la sua realizzazione sarebbe stata complicata dato lo stato in cui si trova Kenobi dopo La vendetta dei Sith. Ha aggiunto: "Non puoi semplicemente agitare la bacchetta magica con qualsiasi sceneggiatore ed arrivare ad una storia che riflette necessariamente ciò che vuoi sentire". L'obiettivo era che la pre-produzione riprendesse a metà del 2020 una volta che le sceneggiature fossero state riscritte. Secondo quanto riferito, anche la serie sarebbe stata rielaborata da sei episodi a quattro, ma McGregor ha detto che non credeva che fosse così. Ha aggiunto che la Lucasfilm aveva deciso di dedicare più tempo sulle sceneggiature dopo l'uscita di Star Wars - L'ascesa di Skywalker, e l'inizio delle riprese furono posticipate a gennaio 2021, ma non pensava che ciò avrebbe avuto un impatto sul programma di uscita pianificato della serie.
McGregor ha sottolineato la sostanziale differenza della natura di questa miniserie rispetto alle altre mostrate finora con diversi registi ad ogni episodio:
(Ewan McGregor)
Lucasfilm ingaggiò Joby Harold per rimpiazzare Amini ad aprile 2020 e divenne anche showrunner. Le riprese vennero ulteriormente posticipate a marzo 2021 a causa della pandemia di COVID-19. Durante il Disney's Investor Day Event del 10 dicembre 2020 Kennedy annunciò che il titolo ufficiale della serie sarebbe stato Obi-Wan Kenobi, confermando Chow alla regia. A febbraio 2021 McGregor rivelò che le riprese avrebbero preso luogo a Los Angeles invece che a Londra e Boston come detto in precedenza. La serie è prodotta da Kennedy, Michelle Rejwan, Chow, McGregor e Harold, e si compone di sei episodi.
Obi-Wan Kenobi è stata concepita come una miniserie e Chow ha detto che era "una grande storia con un inizio, una parte centrale e una fine". Nonostante ciò, Kennedy ha detto che c'era una possibilità che si poteva fare qualcos'altro oltre alla serie visto anche che il cast e la troupe si erano divertenti nel crearla, purché ci fosse un motivo convincente per tornare al personaggio; sia McGregor che Christensen esprimono interesse a fare un'altra stagione.

### Sceneggiatura
Secondo Chow la storia ha attraversato cambi significativi dopo il coinvolgimento di Harold, sebbene certi elementi della storia che sono stati concepiti da Amini sono inclusi nei primi tre episodi e nel finale, ricevendo insieme a Stuart Beattie il merito per la sceneggiatura di questi ultimi. Hannah Friedman e Andrew Stanton sono stati coinvolti nella sceneggiatura della miniserie. Harold voleva esplorare ciò che è successo tra il personaggio di McGregor e quello di Guinness, specificando che la serie ha luogo in un momento in cui l'Impero è in espansione e i Jedi sono dovuti sparire, i cui sopravvissuti rimanenti sono in fuga e si nascondono. Il passato di Kenobi, in particolare la sua relazione con Anakin, lo rende "un uomo che è molto definito da questa storia, che lo voglia o meno". Ha aggiunto che una parte cruciale del viaggio di Kenobi finirà per "riconciliare quel passato fino a comprenderlo e a capire il suo posto in esso", e anche i "posti in cui deve andare emotivamente oltre che fisicamente, e alcune di quelle battaglie che deve combattere", che in fondo hanno a che fare con "affrontare quel passato e capire chi era, la sua parte nella propria storia, nella storia degli altri". Harold ha anche scelto di includere Leia nella serie poiché sentiva che anche Kenobi avrebbe tenuto d'occhio Leia. Nello scrivere i suoi dialoghi, voleva che si presentasse "spiritosa e non solo adulta per essere sola una bambina", e ha usato i film Paper Moon - Luna di carta e Prima di mezzanotte come ispirazione per le sue interazioni con Kenobi. Ha anche notato che la serie ricontestualizza determinati momenti dei film della saga, come apprendere appieno il motivo del messaggio che Leia volge a Kenobi in Una nuova speranza, e come tale, "si è completamente concentrato sul fatto che la miniserie sarebbe l'Episodio 3.5 collocato tra la trilogia originale e quella prequel, poiché dovevano rispettare le scelte narrative tra queste due trilogie" e voleva che si sentisse come un "collegamento naturale" tra la trilogia originale e quella prequel. Harold ha anche chiarito che la serie non avrebbe infranto il canone dopo che sono emerse speculazioni sul fatto che si sarebbe discostato da esso a causa del fatto che Reva ha accoltellato il Grande Inquisitore nella puntata Parte II, con molti fan che presumevano fosse morto, contraddicendo così gli eventi di Star Wars Rebels.
Guardando indietro alla lunga fase di sviluppo dello show, Harold ha rivelato che per la miniserie gli autori hanno recuperato e usato idee destinate al film spin-off poi cancellato, spiegando inoltre che il formato della miniserie si adatta meglio alla storia sviluppata per il personaggio.
(Joby Harold)
Kennedy e Chow hanno avvisato gli sceneggiatori di non creare palesi connessioni con The Mandalorian e le sue serie spin-off, essendo convinti che la connessione più forte tra Obi-Wan Kenobi e il resto di Guerre stellari sia la trilogia prequel. Chow voleva essere fedele alla visione originale di George Lucas per la saga e ha lavorato duramente per connettere elementi della trilogia originale con la trilogia prequel. Ha studiato l'Universo Esteso in preparazione per la serie, citando il romanzo di John Jackson Miller Kenobi (2013) come ispirazione per stabilire il "tono", ma non ha influenzato la trama, e una statua di Kenobi di Sideshow, realizzata anch'essa nel 2013, che è servita come riferimento visivo per Chow. Si è ispirata anche ai "grintosi, poetici western" come L'assassinio di Jesse James per mano del codardo Robert Ford, La proposta e ai film di Akira Kurosawa. La regista ha lavorato per rendere la storia guidata dal personaggio, paragonandola a film come Logan: The Wolverine e Joker, spiegando che è come prendere un personaggio fuori dal grande franchise e prendersi il tempo per andare più in profondità col personaggio. Chow sentiva una forte correlazione tra i Jedi e i Ronin con il loro "codice etico che va avanti con loro, in un mondo che è vastamente cambiato". È stato introdotto nella seconda puntata un nuovo pianeta di nome Daiyu, Chow ritiene che avesse "grinta ed energia, ma che è una sorta di strano e un po' losco pianeta", mentre Harold lo ha descritto come: "una vita notturna piena di graffiti" ed è "un po' tagliente. Ha solo una corsia diversa e una sensazione diversa"; inoltre Harold lo paragona ad una notturna Hong Kong, per dar contrasto al pianeta Tatooine, dove prende luogo gran parte della miniserie. Harold aveva originariamente concepito che la serie si sarebbe svolta su più pianeti, poiché aveva ritenuto che fosse un elemento centrale di Guerre stellari.
Molte discussioni si sono avvicendate prima di decidere di introdurre Darth Vader nella serie, decisione che come ha detto Chow "non è stata presa con leggerezza. Anakin e Vader rappresentano un'enorme e profondissima parte della vita di Kenobi. Abbiamo capito che avrebbe avuto senso raccontare questa storia. Sia Kenobi e Vader non sono ancora ampiamente formati come in Una nuova speranza" e ha aggiunto che "l'apparizione di Vader nella serie ricontestualizza il personaggio". La serie introduce per la prima volta anche gli inquisitori di Vader in live action. Il modo in cui Vader appare nella serie e l'idea di introdurre gli inquisitori sono state entrambe suggerite da Dave Filoni. Le bozze originali introducevano molti antagonisti, incluso Darth Maul, ma Chow ha deciso di non usarlo perché sarebbe stato un po' troppo avere sia Maul che Vader, soprattutto per l'ampio impatto che quest'ultimo produce. In più si è resa conto che Filoni aveva già raccontato la storia di Kenobi e Maul in Star Wars Rebels.
Altre discussioni all'interno della Lucasfilm riguardavano il famoso scambio di battute avvenuto tra Ben Kenobi e Darth Vader all'interno della Morte Nera, quest'ultimo infatti dice al Jedi che l'ultima volta che si sono incontrati era solo un discepolo mentre adesso è lui il maestro, lasciando intendere che uno scontro tra i due oltre al famoso duello su Mustafar fosse impossibile, creando inevitabilmente una contraddizione col canone. McGregor a tal riguardo ha specificato che "è divertente. È davvero intelligente il modo in cui sono stati concepiti questi collegamenti, per gli sceneggiatori e per Deborah è come se ci si muovesse al contempo avanti e indietro". Chow ha comunque chiarito come questa aderenza al canone di Guerre stellari abbia consentito una certa libertà narrativa: "Ovviamente, c’è stato spazio per interpretare al meglio tutto questo. Dovevamo raccontare una storia che spiegasse cosa è accaduto in questi venti anni, e ovviamente è successo qualcosa nei due decenni, e ci saranno aspetti nella nostra serie che lasceranno spazio a una certa interpretazione di quanto già noto".
A tal proposito, fu proprio la Chow a convincere la restia Lucasfilm a spingere per un Obi-Wan fuori da Tatooine e ad un nuovo confronto tra questi e Vader, facendo notare come la risposta di Vader al figlio che tentava di convertirlo alla luce ne Il ritorno dello Jedi sia stata: "Obi-Wan un tempo la pensava come te". Questo faceva pensare che ci fosse ancora un trascorso tra i due in quanto su Mustafar non si avverte nulla del genere.
Pablo Hidalgo, membro di spicco del Lucasfilm Story Group, ha dichiarato che fonte di ispirazione principale per la rivelazione della sopravvivenza di Anakin agli occhi di Obi-Wan è stato il romanzo ormai non canonico Dark Lord: The Rise of Darth Vader di James Luceno del 2005. Inoltre sia la Chow che McGregor hanno letto l'altrettanto romanzo non più canonico Kenobi ed Incognito, quest'ultimo funge da introduzione al primo romanzo, entrambi ideati da John Jackson Miller nel 2006 e pubblicati nel 2013, per avere un’idea di ciò che il personaggio stava provando durante la prima parte del suo esilio e per avere consigli preziosi sul tono della serie. Tuttavia, a differenza di Chow, McGregor ha riferito di aver letto il romanzo solo dopo aver finito le riprese della serie riconoscendo che fosse molto interessante leggere un'altra storia ambientata nel periodo tra La vendetta dei Sith e Una nuova speranza. Miller ha ringraziato sia Chow che McGregor per aver letto e consultato il suo Kenobi e ritiene inoltre che ci sia la possibilità che tale libro, ambientato molto prima, e la miniserie possano coesistere nel canone in quanto entrambi presentano molti punti in comune. Altre parziali fonti sono state la serie di romanzi Legends Star Wars: The Last of the Jedi (2005-2008) incentrata sull'esilio di Kenobi e il fumetto non canonico Old Wounds del 2005, una parte della collana a fumetti intitolata Star Wars: Visionaries, che racconta di storie e bozze scartate dal dipartimento artistico che lavorava a La vendetta dei Sith. In essa un Darth Maul redivivo attacca la fattoria dei Lars proprio come l'inquisitrice Reva.
McGregor ha rivelato che in una prima stesura della sceneggiatura inizialmente vi era un tono più dark che prevedeva l'introduzione del suo personaggio in qualità di cameriere in un bar, venendo pestato e preso a calci dalla gente senza reagire e lasciandosi andare al bere.

### Cast
Insieme all'annuncio della serie al D23 nell'agosto 2019 è arrivata la conferma di Ewan McGregor che avrebbe ripreso il ruolo di Kenobi dalla trilogia prequel. Quando la produzione è stata chiusa nel gennaio 2020, Ray Park si stava preparando a riprendere il ruolo di Darth Maul ed era stato scelto un attore per interpretare un giovane Luke Skywalker. Entrambi hanno lasciato la serie dopo che Maul è stato cancellato dopo la riscrittura e dopo che la produzione era stata ritardata.
La Kennedy, durante il Disney's Investor Day Event di dicembre 2020 nel quale è stato rivelato il titolo della serie, ha svelato a sorpresa il ritorno di Hayden Christensen nei panni di Anakin Skywalker/Darth Vader. Chow si era incontrata con Christensen nella sua fattoria in Canada alla fine del 2019 per fornirgli un discorso di persona per la serie. A marzo 2020, poco prima dell'inizio della pandemia, la decisione del ritorno di Darth Vader è stata finalizzata. L'annuncio ufficiale del suo ritorno sarebbe dovuto avvenire in occasione della Star Wars Celebration 2020 prevista ad agosto ad Anaheim che tuttavia a causa del Covid-19 è stata rimandata a maggio 2022. Lo stesso McGregor disse che ritornare con Christensen era "la cosa più bella di tutte", mentre Kennedy lo ha descritto come "la rivincita del secolo". James Earl Jones riprende il suo ruolo di doppiatore di Darth Vader, tuttavia, la sua voce è stata utilizzata tramite il software Respeecher. A marzo 2021 Moses Ingram, Kumail Nanjiani, Indira Varma, Rupert Friend, O'Shea Jackson Jr., Sung Kang, Simone Kessell, e Benny Safdie si sono uniti al cast con Joel Edgerton e Bonnie Piesse che riprendono rispettivamente i ruoli di Owen Lars e Beru Whitesun Lars, ruoli ricoperti nella trilogia prequel. È stato riferito che Ingram avrebbe svolto un "ruolo molto importante" per la serie. Il mese successivo anche Maya Erskine è entrata a far parte del cast in un ruolo secondario che sarebbe comparso in almeno 3 episodi, mentre Rory Ross ha reso noto il suo coinvolgimento nel progetto a gennaio 2022.
Nel marzo 2022, è stato rivelato che Ingram, Friend e Kang interpretavano rispettivamente gli Inquisitori Reva/la Terza Sorella (personaggio originariamente concepito da Beattie e Amini), il Grande Inquisitore e il Quinto Fratello. Il Grande Inquisitore e il Quinto Fratello erano già apparsi in Star Wars Rebels, doppiati rispettivamente da Jason Isaacs e Philip Anthony-Rodriguez. Isaacs aveva precedentemente espresso interesse a riprendere il suo ruolo in una produzione live action. Varma è stata confermata per interpretare un ufficiale imperiale,. A luglio 2021 la direttrice del casting Carmen Cuba e Deborah Chow hanno contattato Grant Feely per offrirgli la parte come nuovo attore per interpretare il giovane Luke Skywalker dopo che Feely filmò un'audizione tre mesi prima. Feely ha ricevuto supporto ed incoraggiamento dallo storico interprete Mark Hamill. La prima della serie avvenuta a maggio 2022 ha rivelato che Jimmy Smits stava riprendendo il ruolo del senatore Bail Organa dai film prequel. Kessell interpreta sua moglie, la regina Breha, in sostituzione di Rebecca Jackson Mendoza che ha interpretato brevemente il personaggio ne La vendetta dei Sith. Vivien Lyra Blair è stata scelta per interpretare una giovane Leia Organa.
Ian McDiarmid e Liam Neeson riprendono i loro ruoli di Palpatine e Qui-Gon Jinn nel finale della serie in brevi cameo. Sebbene Neeson avesse precedentemente espresso esitazione a riprendere il ruolo in una serie televisiva perché preferisce i film, ha accettato di apparire per rispetto nei confronti di Lucas e perché non voleva che Qui-Gon fosse dimenticato. Nel corso della serie appare anche un nuovo droide, chiamato 1-JAC.

### Scenografia e costumi
Doug Chiang e Todd Cherniawsky sono stati gli scenografi della serie, con Suttirat Anne Larlarb come costumista. Chiang, vicepresidente e direttore creativo-esecutivo della Lucasfilm (che ha lavorato a diretto contatto con Lucas alla trilogia prequel), che supervisiona le scenografie di tutti i progetti, ha affermato che la sfida più grande della serie è stata quella di creare un ponte tra le scenografie della trilogia prequel e di quella originale e nel frattempo rimanere fedeli ai film aggiungendo al contempo nuovi elementi. Ad esempio, le scenografie di Tatooine rimangono coerenti con i film, ma sono stati in grado di portare nuovi elementi alla serie per la città di Anchorhead, che è stata menziontata per la prima volta in Una nuova speranza ma non è mai stata mostrata sullo schermo prima d'ora. Chiang e Cherniawsky hanno collaborato per creare delle scenografie e ottenere "l'equilibrio" desiderato da Chow.
L'attrezzista Brad Elliott ha rivisto tutti i film della trilogia prequel per prepararsi al suo lavoro sulla serie. È stato influenzato dalle risorse che Pablo Hidalgo ha portato al team creativo, dal lavoro di Ralph McQuarrie sulla trilogia originale e dalle tecniche utilizzate dagli attrezzisti nella trilogia originale. Ha scelto di mantenere alcuni degli effetti personali di Kenobi, come il suo macro-binocolo, l'olo-proiettore e il datapad della trilogia prequel. Ha ritenuto "sensato che Kenobi portasse con sé alcuni oggetti per sorvegliare Luke" e ha spiegato di aver tenuto l'olo-proiettore nel caso in cui Bail Organa lo avesse contattato. I macro-binocoli sono stati fabbricati prendendo spunto da quelli reali ed originariamente destinati ad apparire ne L'attacco dei cloni. Il datapad è stato originariamente utilizzato da Anakin Skywalker ne L'attacco dei cloni, ma sentiva che le "guide visive" indicavano che il datapad apparteneva effettivamente a Kenobi. La creazione della spada laser di Kenobi è stata una sfida per i costruttori di oggetti di scena, poiché i progettisti di oggetti di scena della trilogia prequel e di quella originale non hanno utilizzato gli stessi design dell'impugnatura, richiedendo al team di attrezzisti della serie di unire le due iterazioni insieme "in qualcosa di nuovo che sembrava ancora autentico". Ha inoltre spiegato che l'estetica visiva dell'impugnatura è stata principalmente ispirata dalla trilogia prequel, ma il team ha aggiornato l'emettitore per imitare la spada laser di Guinness in Guerre stellari. Il modello dello skyhopper T-16, il giocattolo che Kenobi tenta di dare a Luke, è stato creato sulla base di una foto di riferimento dell'oggetto di scena originale usata in Una nuova speranza, con i costruttori di scena che utilizzano gli stessi kit di modelli usati per creare quello originale. Durante la creazione delle spade laser per gli Inquisitori, Filoni ha consigliato di immaginare che la versione animata fosse una "versione esagerata" del live action. Elliot dice che questo ha aiutato la squadra a mantenere la forma generale delle spade laser di Rebels, in cui sono apparsi per la prima volta gli Inquisitori, ma ha cambiato le proporzioni per il contatto umano. Il team ha personalizzato il diametro delle spade laser per accogliere gli attori.

### Riprese
Le riprese avrebbero dovuto iniziare ad aprile 2021 a Los Angeles, mentre McGregor ha confermato di aver iniziato a girare il 4 maggio, nello Star Wars Day. Per le riprese, durate 125 giorni, è stata utilizzata la tecnologia video wall StageCraft, precedentemente usata in The Mandalorian e The Book of Boba Fett. La serie è stata girata anche nel set The Volume, il palcoscenico su cui viene implementato lo StageCraft, ai Manhattan Beach Studios di Los Angeles. Chow ha scelto Chung come direttore della fotografia perché le piaceva il suo stile visivo e sentiva che "aveva fatto cose più piccole, che erano emotivamente intense con una forte identità visiva, ma aveva anche realizzato enormi progetti commerciali". McGregor ha effettuato dei test per il costume per Obi-Wan Kenobi sul set di The Mandalorian dichiarandosi elettrizzato di ricominciare: "È stato divertente camminare sul set perché c'erano molti membri della troupe di The Mandalorian ed è stato un grande momento. Sono entrato nel camerino e c'erano i miei mantelli beige, le mie cinture e gli stivali e tutto era come, oh mio Dio, era il mio vecchio costume, è stato fantastico". L'attore ha affermato che lo StageCraft gli ha permesso di divertirsi nel lavoro della serie più di quanto abbia fatto nella trilogia prequel anche grazie all'uso minore del blue e green screen. Chow ha anche affermato che la sua esperienza nella regia di episodi di The Mandalorian ha aiutato il team di produzione a utilizzare meglio la tecnologia.
Lo stesso attore ha confermato la fine delle riprese il 19 settembre 2021.
Il budget della serie è stato stimato intorno ai 90 milioni di dollari.

## Colonna sonora
La colonna sonora è composta da Natalie Holt, prima donna a comporre una colonna sonora di Guerre stellari, con il tema principale del personaggio di Obi-Wan Kenobi composto da John Williams. È stata pubblicata dalla Walt Disney Records il 27 giugno 2022.

## Promozione
Un breve video anteprima è stato distribuito il 12 novembre 2021, come parte della celebrazione del Disney+ Day, che includeva concept art e McGregor e Chow che discutevano della serie. Il 9 febbraio 2022 è stata pubblicata la prima immagine ufficiale della serie, insieme alla data d'uscita; mentre altre immagini sono state diffuse il 25 aprile dello stesso anno. Il teaser trailer è stato distribuito online il 9 marzo 2022, durante l'assemblea annuale degli azionisti della Disney. L'uso della colonna sonora di Williams nel trailer è stata accolto positivamente dalla crtitica, in particolare da Zack Sharf di Variety, che ha definito l'istante in cui si può ascoltare Duel of the Fates il "momento più maestoso" del trailer poiché è "uno dei brani musicali più roboanti di Williams" e "indica una riunione dell'amico Kenobi e del nemico Anakin Skywalker nella nuova serie". Anche Daniel Chin di The Ringer ha elogiato il trailer, affermando che "offre una scarica di nostalgia verso i prequel di Guerre stellari" e ha anche notato l'uso di Duel of the Fates, che secondo lui ha dato il tono e la posta in gioco della serie. Il trailer completo è stato distribuito il 4 maggio 2022 (Star Wars Day), accompagnato dal primo poster ufficiale. Ryan Parker di The Hollywood Reporter ha definito il trailer completo come "intenso". Molti critici hanno evidenziato l'apparizione di Darth Vader nel trailer. Michael McWhertor di Polygon ha ritenuto di dare "uno sguardo all'intensità della caccia dell'Impero per uno degli ultimi praticanti rimasti della Forza". Nel frattempo, Joss Weiss di Syfy descrive Kenobi alle prese con "vergognosi errori del proprio passato". Tuttavia, Angela Watercutter di Wired ha espresso scetticismo sulla base del trailer e ha affermato che "tutto ciò che Guerre stellari sembra avere con il pilota automatico".
Il 17 maggio 2022, Ewan McGregor, Diego Luna, Rosario Dawson e Pedro Pascal sono apparsi nella copertina della rivista Vanity Fair. Il giorno dell'uscita del primo episodio, il videogioco Fortnite ha pubblicato una skin basata sul Maestro Kenobi, oltre a diversi oggetti di gioco; mentre la Volkswagen ha realizzato uno spot promozionale basato sulla serie per promuovere il modello di auto elettrica ID. Buzz, con R2-D2, C-3PO e McGregor. Due edizioni dell'auto, ispirate a Guerre stellari, sono state create in collaborazione tra i designer di Volkswagen e Lucasfilm, e successivamente mostrate alla Star Wars Celebration del 2022. Il 26 maggio 2022 a Londra, presso la Battersea Power Station, sono state proiettate due spade laser di Star Wars. Il giorno successivo sono stati distribuiti due nuovi poster promozionali. La serie è stata presentata durante l'evento Star Wars Celebration il 26 maggio, inclusa la visione in anticipo delle prime due puntate della serie insieme alla performance a sorpresa del maestro John Williams che ha orchestrato il tema principale con la Pacific Symphony. Inoltre, Lucasfilm e Disney hanno rivelato i poster che avevano creato in collaborazione con gli artisti di Poster Posse per la serie.
Il 31 maggio 2022 il personaggio di Leia Organa è apparso in un poster ufficiale. Il 7 giugno 2022 sono stati pubblicati altri tre poster promozionali con protagonisti Darth Vader, Tala e il droide NEDB; mentre un ulteriore poster con protagonista Roken è stato distribuito il 13 giugno successivo. Il 20 giugno 2022 sono stati pubblicati altri due nuovi poster promozionali con gli zii Owen e Beru.

### Merchandising
Il programma di prodotti Obi-Wan Wednesdays, che annuncia giocattoli (tra cui alcuni della Hasbro e della Mattel), abbigliamento, action figure (tra cui quelli dell'azienda Jazwares), funko pop, accessori, set LEGO, libri e fumetti relativi alla serie dopo l'uscita di una puntata, è iniziato il 25 maggio e si è concluso il 29 giugno.

## Distribuzione
L'uscita del primo episodio era inizialmente prevista per il 25 maggio 2022, a 45 anni esatti dal debutto della saga. La miniserie è stata presentata allo Star Wars Celebration il 26 maggio 2022, includendo in anteprima dei primi due episodi e la performance del tema principale condotto da John Williams con la Pacific Symphony Orchestra.
La serie viene distribuita su Disney+ da venerdì 27 maggio 2022 con un doppio episodio. Dal terzo episodio in poi è stata pubblicata a cadenza settimanale il mercoledì. L'intera miniserie è stata distribuita in alcune sale cinematografiche statunitensi il 22 giugno 2022, in occasione dell'uscita dell'ultima puntata.
Obi-Wan Kenobi ha debuttato negli Emirati Arabi Uniti l'8 giugno 2022 e in Polonia il 14 giugno successivo.

### Edizione italiana
La direzione del doppiaggio e i dialoghi italiani sono stati curati da Carlo Cosolo con la supervisione artistica di Lavinia Fenu, per conto della Iyuno-SDI Group. I doppiatori rimangono in gran parte quelli della trilogia prequel ad eccezione di Darth Vader, doppiato nella miniserie da Luca Ward invece che da Massimo Foschi, voce del personaggio dal 1977 al 2016.
Alcune testate giornalistiche online, tra cui Movieplayer.it e Badtaste.it, hanno segnalato un errore di traduzione in lingua italiana nella quinta puntata della miniserie, che è stato in seguito corretto.

### Edizioni home video
Obi-Wan Kenobi è stato distribuito da Walt Disney Studios Home Entertainment il 30 aprile 2024 in Ultra HD Blu-ray e Blu-ray con confezione SteelBook e cartoline concept art. Le caratteristiche bonus includono featurette e commenti del regista.

### Divieti
La Disney ha deciso di inserire un avviso sui contenuti prima della prima, della quinta e della sesta puntata a causa delle somiglianze tra le scene raffiguranti l'Ordine 66 e quelle del massacro alla Robb Elementary School del 24 maggio 2022.

## Accoglienza

### Critica
Percentuale (%) di gradimentoPuntate60657075808590123456Percentuale di gradimentoAccoglienza critica per puntata del sito Rot...
La miniserie è stata accolta positivamente dalla critica. Sull'aggregatore di recensioni Rotten Tomatoes ottiene il 82% delle recensioni professionali positive, con un voto medio di 6,6 su 10 basato su 298 critiche, il consenso della critica del sito web recita: "Questo non sarà l'Obi-Wan Kenobi che alcuni spettatori stanno cercando, ma la performance piena di sentimento di Ewan McGregor e alcuni colpi di scena rinfrescanti lo rendono un'aggiunta soddisfacente, anche se tortuosa, alla saga di Star Wars". Su Metacritic ha un punteggio di 73 su 100 basato su 19 recensioni indicando "recensioni generalmente favorevoli".
Antonio Cuomo di Movieplayer.it assegna ai primi due episodi della miniserie 4 stelle su 5. Matt Purslow di IGN assegna ai primi due episodi un 8 su 10, lodando la trama e l'arco narrativo del personaggio di Kenobi, ma sottolineando la mancanza di azione. Si è detto fiducioso per il resto della serie, definendola "un capitolo sorprendentemente emozionante nella più ampia saga di Guerre stellari". Brian Lowry della CNN ha elogiato l'interpretazione di McGregor, scrivendo che "si è rivelato un'enorme risorsa, catturando perfettamente il leggendario Jedi in questa fase", ritenendo inoltre che la miniserie "si inventa una spiegazione più che plausibile" per le azioni di Kenobi durante il periodo di tempo. Angie Han del The Hollywood Reporter dà alla miniserie una recensione positiva, elogiando le performance di McGregor e di Blair, la regia di Chow, l'estetica del pianeta Daiyu e il tono generale della serie, paragonandola a Rogue One, aggiungendo che "ha il potenziale per realizzare uno degli studi sui personaggi più complessi mai visti nel franchise".
Stuart Heritage del The Guardian assegna alle prime due puntate 3 stelle su 5, elogiando in particolar modo le scene d'azione di McGregor, criticando tuttavia il ritmo lento dell'inizio, paragonando inoltre la miniserie al film John Wick. Anche Brian Truitt di USA Today che Stephen Kelly della BBC hanno paragonato la serie a John Wick. Truitt ha dato alle prime due puntate 3 stelle su 4, lodando la colonna sonora di John Williams e la narrazione incentrata sui personaggi, oltre ad affermare che "Kenobi sembra più simile a un Guerre stellari della vecchia scuola che ai suoi predecessori Disney+". Kelly invece ha elogiato la sceneggiatura di Harold della prima puntata, ma ha ritenuto che quella della seconda fosse inferiore. Ha anche apprezzato la dinamica di Kenobi e Leia nella seconda puntata, insieme ai valori di produzione e alla fotografia, ma ha detto che "le scene su Tatooine e Daiyu hanno una qualità strana e artificiale che non si addice alla grande levatura di Obi-Wan". Sam Barsanti di The A.V. Club ha dato alle prime due puntate una B-, elogiando l'interpretazione di Blair nel ruolo di Leia, ma facendo notare delle incongruenze con il film originale e ha definito "assurdo" il piano di Reva di attirare Kenobi rapendo Leia. Dominic Patten di Deadline Hollywood ha dato alle prime due puntate una recensione negativa, affermando che si tratta di "quasi tutta nostalgia non diluita, senza saggezza da impartire e senza una grande storia da raccontare".
Max Borg di Movieplayer.it assegna alla terza puntata 3,5 stelle su 5.
La quarta puntata ha ricevuto critiche miste, Ben Lindbergh del The Ringer scrive: "Il quarto dei sei episodi di Obi-Wan Kenobi è il più frettoloso e superfluo fino ad oggi...", mentre Evan Dossey del Midwest Film Journal l'ha descritta come: "profondamente inadeguata".
La penultima puntata è stata definita da alcuni critici come la migliore della miniserie, ottenendo inoltre su Rotten Tomatoes l'83% delle recensioni professionali positive.
La puntata finale ha ricevuto critiche positive da parte della critica, Movieplayer dà all'episodio 4 stelle su 5, elogiando Ewan McGregor, Hayden Christensen e i rimandi alla mitologia di Star Wars. Stessa valutazione è stata assegnata da Ed Power del Daily Telegraph, che scrive: "Dopo cinque episodi precedenti privi di ispirazione, questo è veramente Star Wars"; mentre Bradley Russell di Total Film ha scritto: "Se questa è l'ultima ora di Ewan McGregor nei panni di Obi-Wan, ne vale la pena". La puntata ottiene inoltre su Rotten Tomatoes l'84% delle recensioni professionali positive. Evan Dossey del Midwest Film Journal ha recensito negativamente la puntata, scrivendo: "Deludente e, francamente, inspiegabile. Non c'è motivo perché una miniserie con queste risorse alle spalle sia scritta, girata e montata così male. McGregor è ancora una volta un punto luminoso in una brutta storia di Guerre stellari".
Andrea Fornasiero di MyMovies assegna alla miniserie 2 stelle su 5, scrivendo "Doveva essere un film ma, dopo molte riscritture, è diventato una miniserie, lo spin-off dedicato a Obi-Wan Kenobi, che purtroppo non è degno della levatura del personaggio".
Pablo Hidalgo ha rivelato che il creatore della saga George Lucas, oltre ad essere stato consultato dalla Lucasfilm in merito ad un eventuale resa dei conti tra Kenobi e Vader e aver dato la propria approvazione, sia rimasto molto colpito dalla miniserie, in particolare per il concetto su cui si basa la storia, ritenendola una delle migliori nuove produzioni del corso Disney.

### Primati
La première di Obi-Wan Kenobi è stata la più vista di sempre su Disney+, superando quella di Loki. Secondo Whip Media è stata la nuova serie televisiva più attesa di maggio 2022. Secondo l'aggregatore di streaming JustWatch, la serie televisiva è stata il programma più trasmesso su tutte le piattaforme negli Stati Uniti, durante la settimana che si è conclusa il 29 maggio 2022 e durante la settimana dal 30 maggio 2022 al 5 giugno 2022. Secondo l'aggregatore di streaming Reelgood, Obi-Wan Kenobi è stata la serie più trasmessa in streaming su tutte le piattaforme, durante la settimana dell'11 giugno 2022; inoltre è stata la seconda serie televisiva più trasmessa in streaming e il terzo programma più trasmesso in streaming su tutte le piattaforme, durante la settimana del 22 giugno 2022. Secondo i dati raccolti da Samba TV, la prima puntata della miniserie è stata vista da 2,14 milioni di famiglie statunitensi dal 27 al 30 maggio 2022, superando il primo episodio della seconda stagione di The Mandalorian (2,08 milioni) e della prima di The Book of Boba Fett (1,5 milioni). Tra il 22 e il 26 giugno, il finale della miniserie è stato visto da 1,8 milioni di famiglie, con un aumento del 20% rispetto agli 1,5 milioni di The Book of Boba Fett.

## Riconoscimenti
- 2022 – Black Reel Award for Television[239]
  - Miglior attrice non protagonista in un film TV o in serie televisiva a Moses Ingram
- 2022 – Golden Trailer Award[240]
  - Migliore serie televisiva d'azione (streaming)
- 2022 – Saturn Award[241]
  - Miglior presentazione televisiva (streaming)
  - Candidatura per il miglior attore in una serie televisiva (streaming) a Ewan McGregor
  - Miglior attrice non protagonista in una serie televisiva (streaming) a Moses Ingram
  - Candidatura per il miglior giovane attore in una serie televisiva (streaming) a Vivien Lyra Blair
  - Miglior guest star in una serie televisiva (streaming) a Hayden Christensen
- 2022 – People's Choice Award[242]
  - Candidatura per serie TV preferita
  - Candidatura per attore preferito in una serie TV a Ewan McGregor
  - Candidatura per serie TV sci-fi/fantasy preferita
- 2022 – Set Decorators Society of America Award[243]
  - Miglior risultato nell'arredamento/design di un film per la televisione o di una miniserie televisiva a Jan Pascale, Todd Cherniawsy e Doug Chiang
- 2022 – Art Directors Guild Award[244]
  - Candidatura per la miglior scenografia per un film TV o per una miniserie a Todd Cherniawsky e Doug Chiang
- 2022 – Cinema Audio Society Award[245]
  - Miglior missaggio sonoro per un film non cinematografico o per una miniserie televisiva a Julian Howarth, Bonnie Wild, Danielle Dupre, Scott R. Lewis, Doc Kane e Jason Butler per la puntata Parte I.
- 2023 – Critics' Choice Super Award[246]
  - Candidatura per la miglior attrice in una serie di fantascienza/fantasy a Moses Ingram
  - Candidatura per il miglior cattivo di una serie a Hayden Christensen
- 2023 – Directors Guild of America Award[247]
  - Candidatura per la miglior regia in una miniserie o in un film TV a Deborah Chow
- 2023 – Nickelodeon Kids' Choice Award[248]
  - Candidatura per la serie TV per ragazzi preferita
  - Candidatura per l'attore televisivo preferito a Ewan McGregor
- 2023 – Premio Emmy[249]
  - Candidatura per la miglior serie limitata o antologica
  - Candidatura per i migliori costumi fantasy/Sci-Fi a Suttirat Anne Larlarb, Stacia Lang e Lynda Foote per la puntata Parte I
  - Candidatura per il miglior montaggio di immagini per una serie limitata o antologica o un film a Kelley Dixon, Josh Earl per la puntata Parte VI
  - Candidatura per il miglior montaggio del suono per una serie limitata o antologica, film o speciale a Matthew Wood, Trey Turner, Angela Ang, Ryan Cota, Jon Borland, Tim Farrell, Michael Levine, Nicholas Fitzgerald, Thom Brennan, Ronni Brown e Sean Inghilterra per la puntata Parte VI
  - Candidatura per il miglior missaggio audio per una serie limitata o antologica o film a Danielle Dupre, Scott Lewis, Bonnie Wild e Julian Howarth per la puntata Parte VI.

Il 9 maggio 2022, la Disney e la Lucasfilm hanno reso noto che la miniserie non avrebbe partecipato ai Premi Emmy 2022, perché per soddisfare i criteri dell'Academy of Television Arts & Sciences gli ultimi due episodi sarebbero dovuti uscire prima della data prevista. La miniserie, comunque, ha ricevuto candidature per l'edizione del 2023.

## Opere derivate

### Obi-Wan Kenobi: Il Ritorno di uno Jedi
Il 22 agosto 2022 è stato annunciato uno speciale documentario dietro le quinte, dedicato alla realizzazione della miniserie e al ritorno di Obi-Wan Kenobi e di Anakin Skywalker, pubblicato l'8 settembre 2022 in occasione del Disney+ Day. Il documentario inoltre contiene interviste a Ewan McGregor, Hayden Christensen e Deborah Chow.
Il documentario è stato candidato al Cinema Audio Society Award 2022 per il miglior missaggio audio per serie televisive non-fiction, di varietà o di musica (serie o speciali) a Richard Hays, Danielle Dupre e Scott Michael Smith.

## Casi mediatici
Per il suo ruolo di Reva Sevander, Moses Ingram ha ricevuto centinaia di messaggi privati su Instagram contenenti minacce di morte e abusi razzisti di cui ha ha mostrato alcuni esempi il 31 maggio 2022. Ciò ha spinto la Disney e i suoi colleghi, tra cui Ewan McGregor, a difenderla. McGregor, in un video pubblicato sugli account ufficiali dei social media di Guerre stellari, ha definito i messaggi offensivi "orribili" e ha detto che "se hai inviato dei messaggi di bullismo, non sei un fan di Guerre stellari nella mia mente".